# Colima (chi nhện)
Colima là một chi nhện trong họ Zodariidae.

## Các loài
Các loài trong chi này gồm:
- Colima colima Jocqué & Baert, 2005 *
- Colima manzanillo Jocqué & Baert, 2005

## Hình ảnh

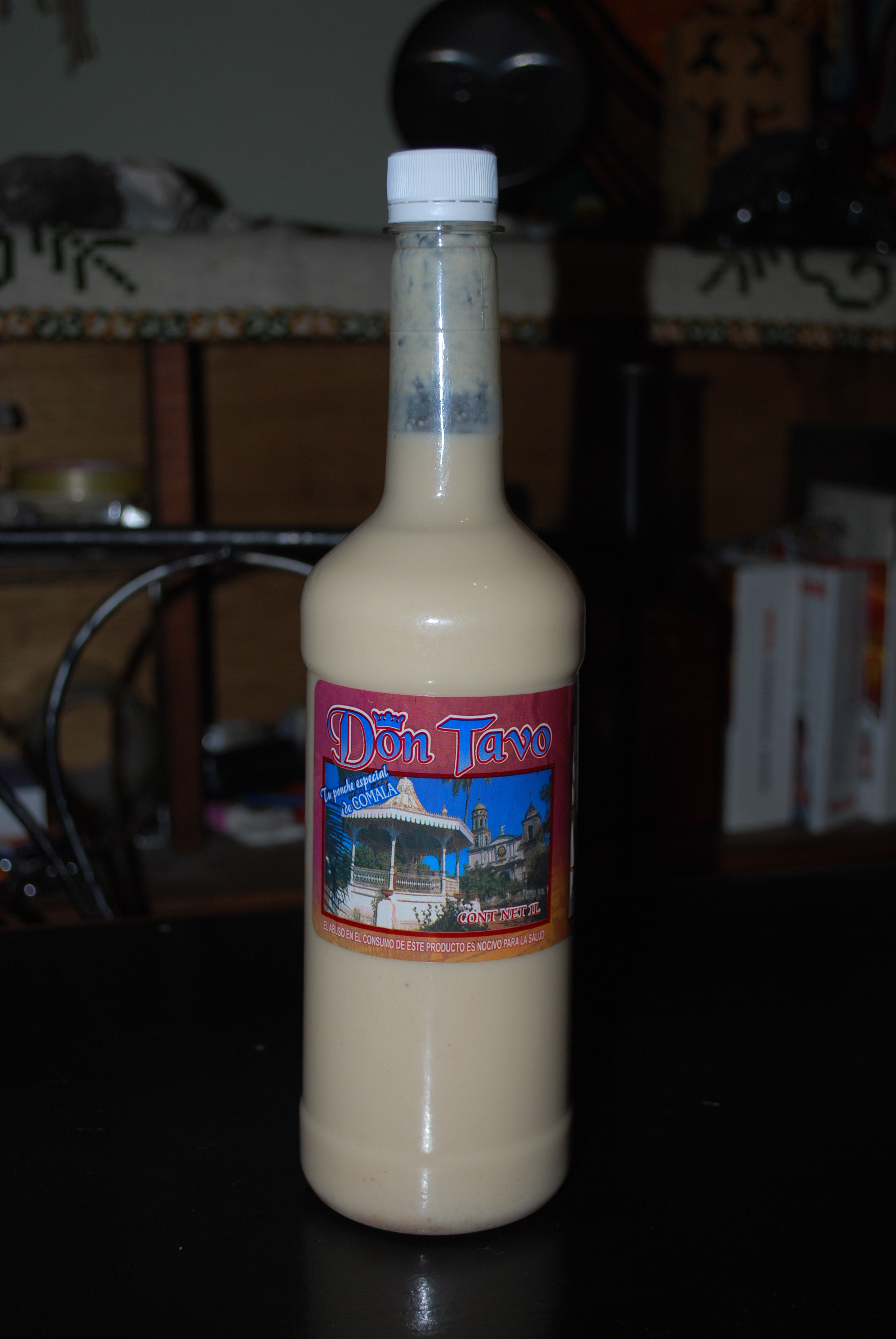
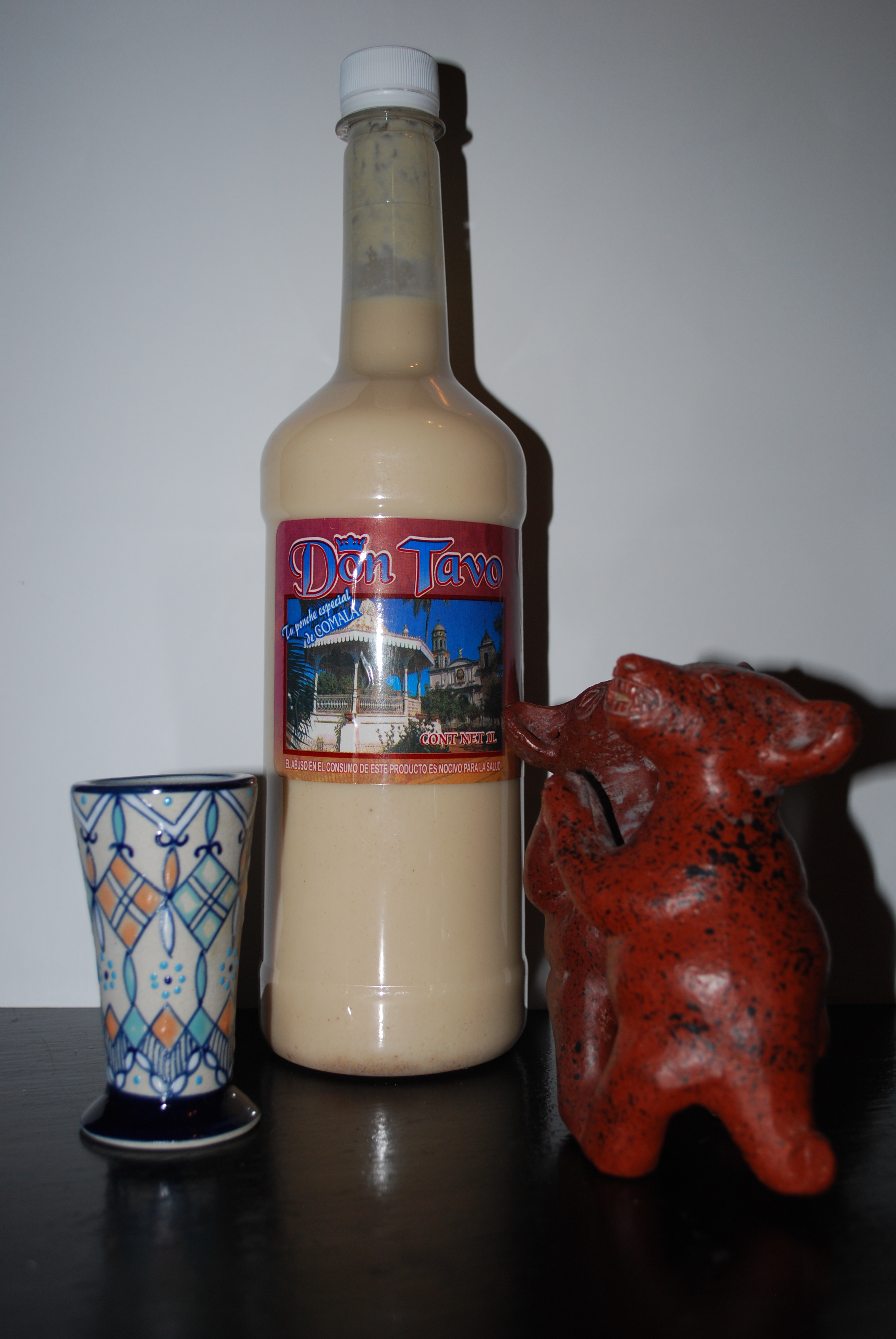